# Весна Оксана
Весна Оксана (псевд.) – українська письменниця, авторка творів у жанрі «фентезі» та «фантастика».

## Біографія
О. Весна народилася 29 липня 1990 року у Львові. 
З 1997 по 2007 рік навчалася у львівській приватній школі Марії Чумарної (згодом – авторська гімназія «Тривіта»).
Перша книга О. Весни «Які ж вони – янголи?» була написана та опублікована в останній рік шкільного навчання.
Після цього творча діяльність була призупинена у зв’язку із навчанням в Українській академії друкарства, де О. Весна навчалася за спеціальністю «Видавнича справа та редагування».
Друга книга авторки «Ліс на межі» була видана у 2021 році.
Від початку літературної діяльності О. Весна працювала над прозовими творами, основними темами яких є проблеми соціального характеру, людських взаємин та внутрішніх конфліктів. 
Після повномасштабного вторгнення російських військ в Україну в її доробку з’явилися віршовані твори, деякі з яких були покладені на музику: 
- «Ангел» (музика Ольги Пенюк-Водоніс), виконавець – Тетяна Андрушків;

- «Почекай весни» (музика Ігора Білика), виконавець – Торрія;

- «Переможемо» (музика Ігора Харачка), виконавець – гурт «Немареничі»[6][7].

## Захоплення
Захопленнями О. Весни є малювання, плетіння, вишивання бісером. О. Весна є учасницею волонтерського проекту «Трофейна» з художнього розпису гільз та осколків гранат задля виручення коштів та спрямування допомоги ЗСУ.

## Цікаві факти
«Весна» – псевдонім авторки, обраний для літературної діяльності. За словами письменниці, псевдонім був обраний на честь бабусі, яка воювала під час Другої світової війни та мала позивний «Веснянко».

## Опубліковані книги
- «Які ж вони – янголи?» (повість), 2007;

- «Ліс на межі»[10] (повість), 2021;

- «Нерозстріляні вірші» (поетична збірка), 2023;

- «Сталеві крила» (поетична збірка), 2024[11].